# 시모후사정
시모후사정(下総町)은 지바현 가토리군에 설치되었던 정이다. 현재의 나리타시에 해당한다.